# مدرة شجرية
مدرة شجرية (الاسم العلمي:Galega arborescens) هي نوع نباتي يتبع جنس المدرة من فصيلة البقولية.